# Machaeroprosopus
Machaeroprosopus – rodzaj zaawansowanych fitozaurów z grupy Pseudopalatinae. Gatunek typowy rodzaju, M. buceros, został opisany przez Edwarda Cope'a w 1881 roku jako Belodon buceros, a następnie przeniesiony w 1916 roku do osobnego rodzaju Machaeroprosopus przez Maurice'a Mehla. Rodzaj Machaeroprosopus jest starszym synonimem rodzaju Pseudopalatus oraz Arribasuchus i obejmuje również gatunki pierwotnie zaliczane do tych rodzajów. Do Machaeroprosopus należą zatem również gatunki: M. pristinus (gatunek typowy rodzaju Pseudopalatus, opisany w 1928 roku przez Mehla), M. mccauleyi, opisany przez Ballew w 1989, M. jablonskiae, nazwany w 2006 roku przez Parkera i Irmisa, oraz M. lottorum, opisany w roku 2013 przez Hungerbühlera i współpracowników. Z analizy filogenetycznej przeprowadzonej przez Hungerbühlera i współpracowników (2013) wynika, że gatunki te nie tworzą kladu, do którego nie należałyby również gatunki zaliczane do rodzaju Redondasaurus – R. gregorii i R. bermani; autorzy przenieśli te gatunki do rodzaju Machaeroprosopus, synonimizując rodzaje Machaeroprosopus i Redondasaurus. Ponadto zdaniem tych autorów prawdopodobne jest, że M. pristinus jest młodszym synonimem M. buceros, a różnice anatomiczne w szkieletach osobników zaliczanych do tych gatunków w rzeczywistości wynikają z dymorfizmu płciowego. Parker i Irmis przedstawili definicję filogenetyczną nazwy Pseudopalatus, według której odnosi się ona do kladu obejmującego wszystkie zwierzęta bliżej spokrewnione z P. pristinus i P. buceros niż z Redondasaurus gregorii, Mystriosuchus planirostris lub Nicrosaurus kapffi. Machaeroprosopus cechował się delikatnie zbudowaną czaszką z bardzo długim pyskiem.